# Томенарык
Томенарык (каз. Төменарық) — село в Жанакорганском районе Кызылординской области Казахстана. Административный центр и единственный населённый пункт Томенарыкского сельского округа. Находится примерно в 15 км к северо-востоку от районного центра, села Жанакорган. Код КАТО — 434063100.

## Население
В 1999 году население села составляло 4175 человек (2155 мужчин и 2020 женщин). По данным переписи 2009 года, в селе проживало 4069 человек (2060 мужчин и 2009 женщин).

## Известные жители и уроженцы
- Бердыбаев, Онгарбек Бердыбаевич (1911—1971) — заслуженный деятель науки Казахстана.
- Бидашев, Орынбай (1923—2003) — Герой Социалистического Труда.
- Елеманов, Али (1902—1975) — Герой Социалистического Труда.
- Романов, Александр Дмитриевич (1922—1945) — Герой Советского Союза.
- Алиев, Мухтар Алиевич (1933—2015) — советский и казахстанский хирург, доктор медицинских наук РК.

## Галерея

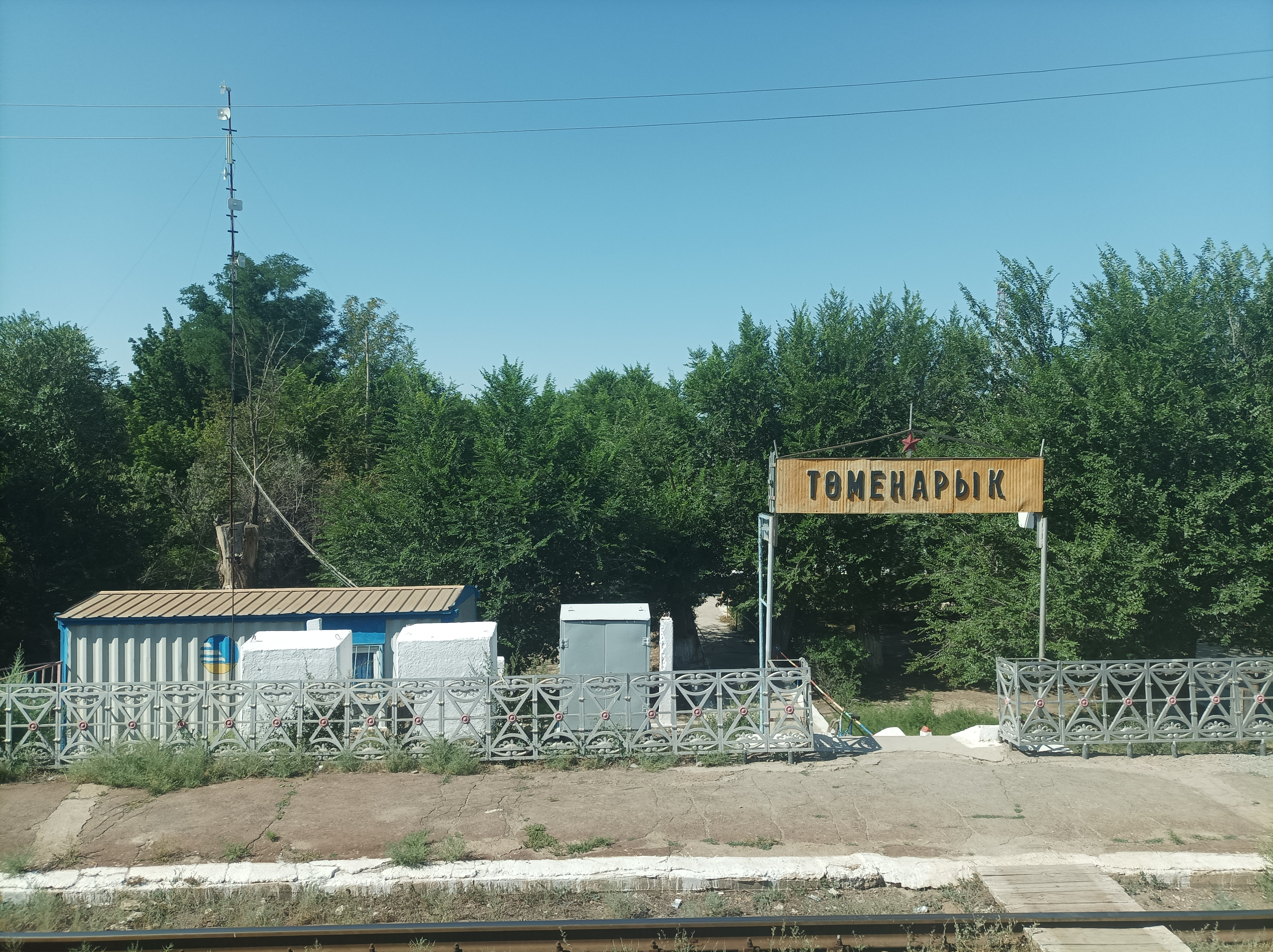
Ж/д станция
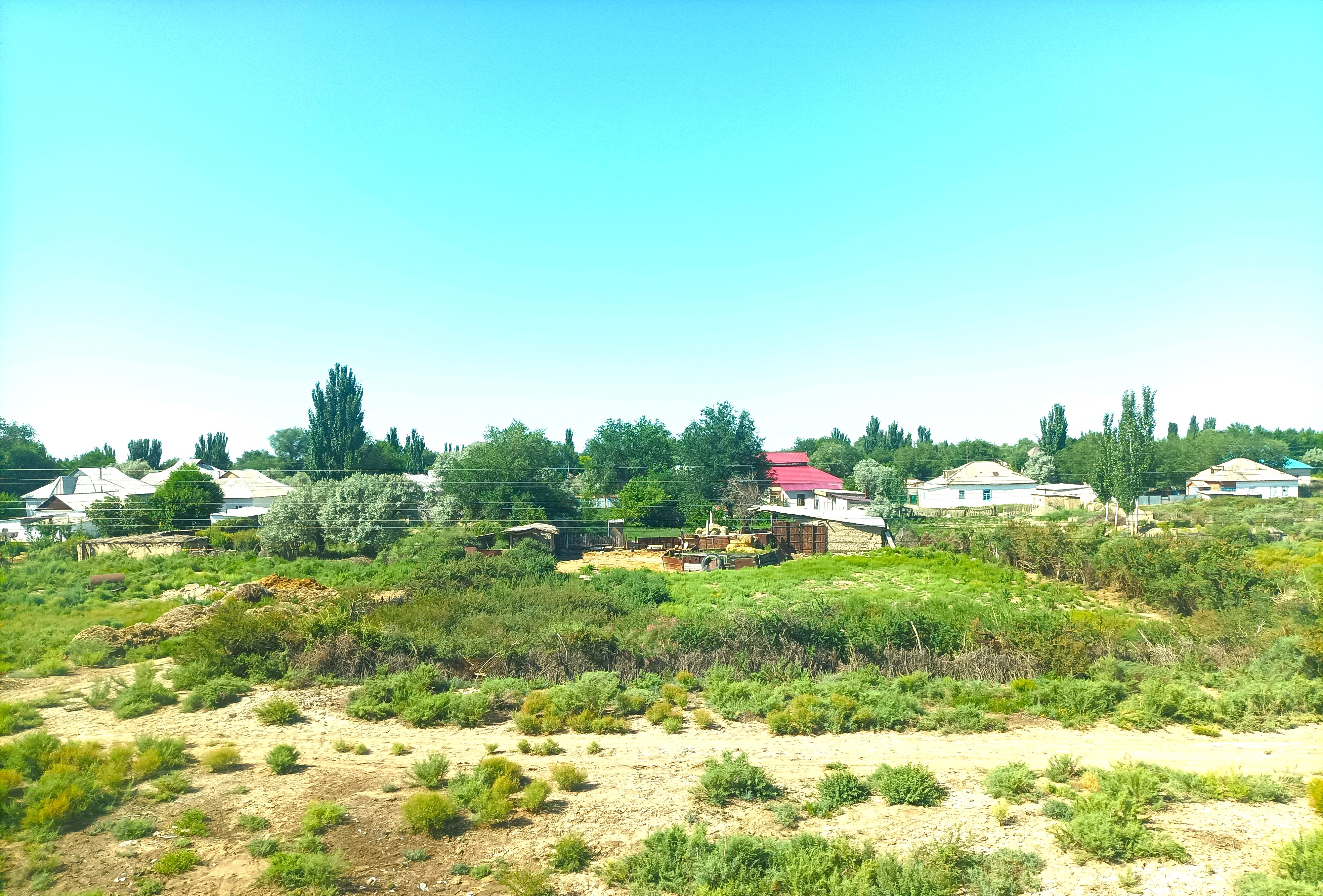
Томенарык, вид на село
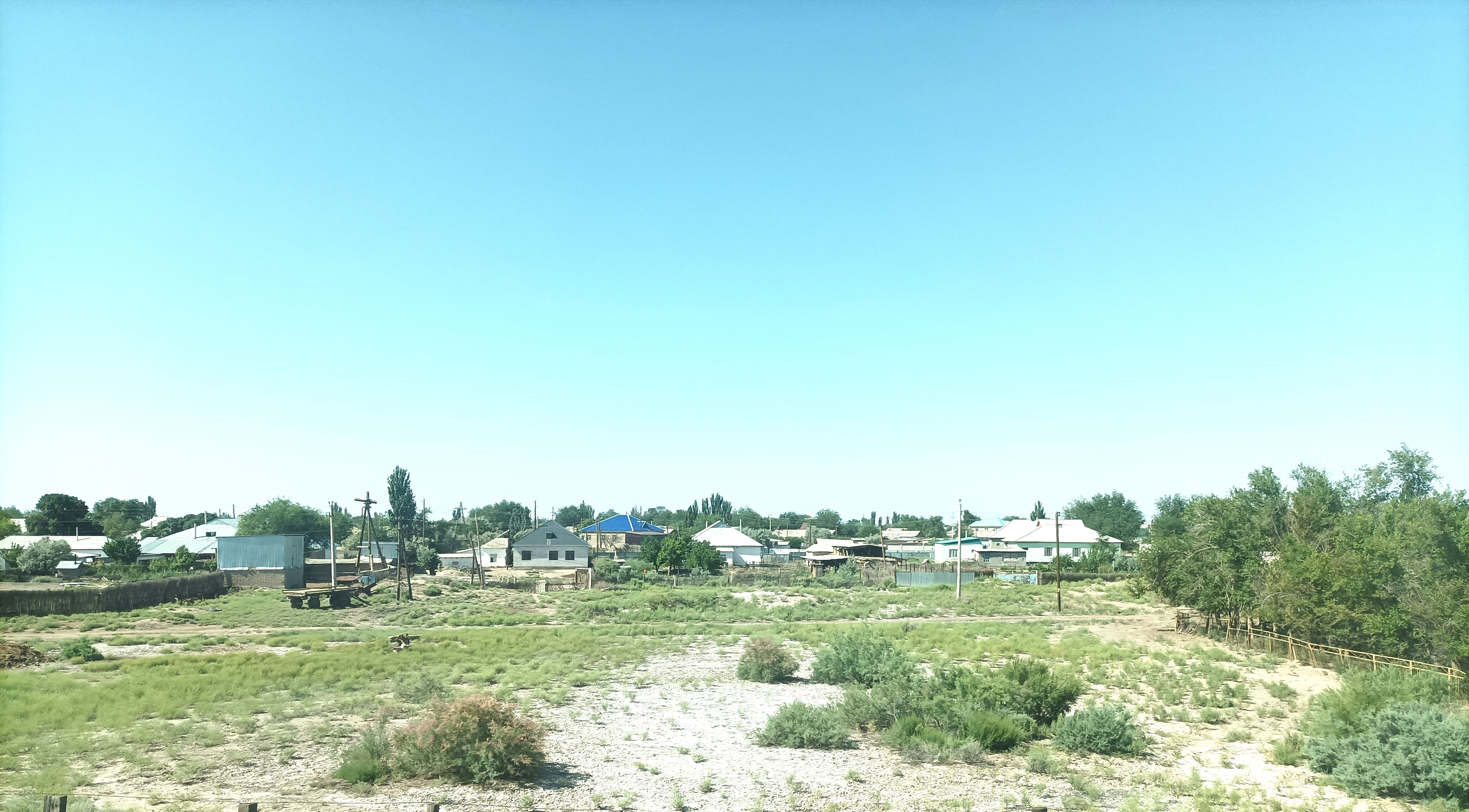
Томенарык, окрестности села
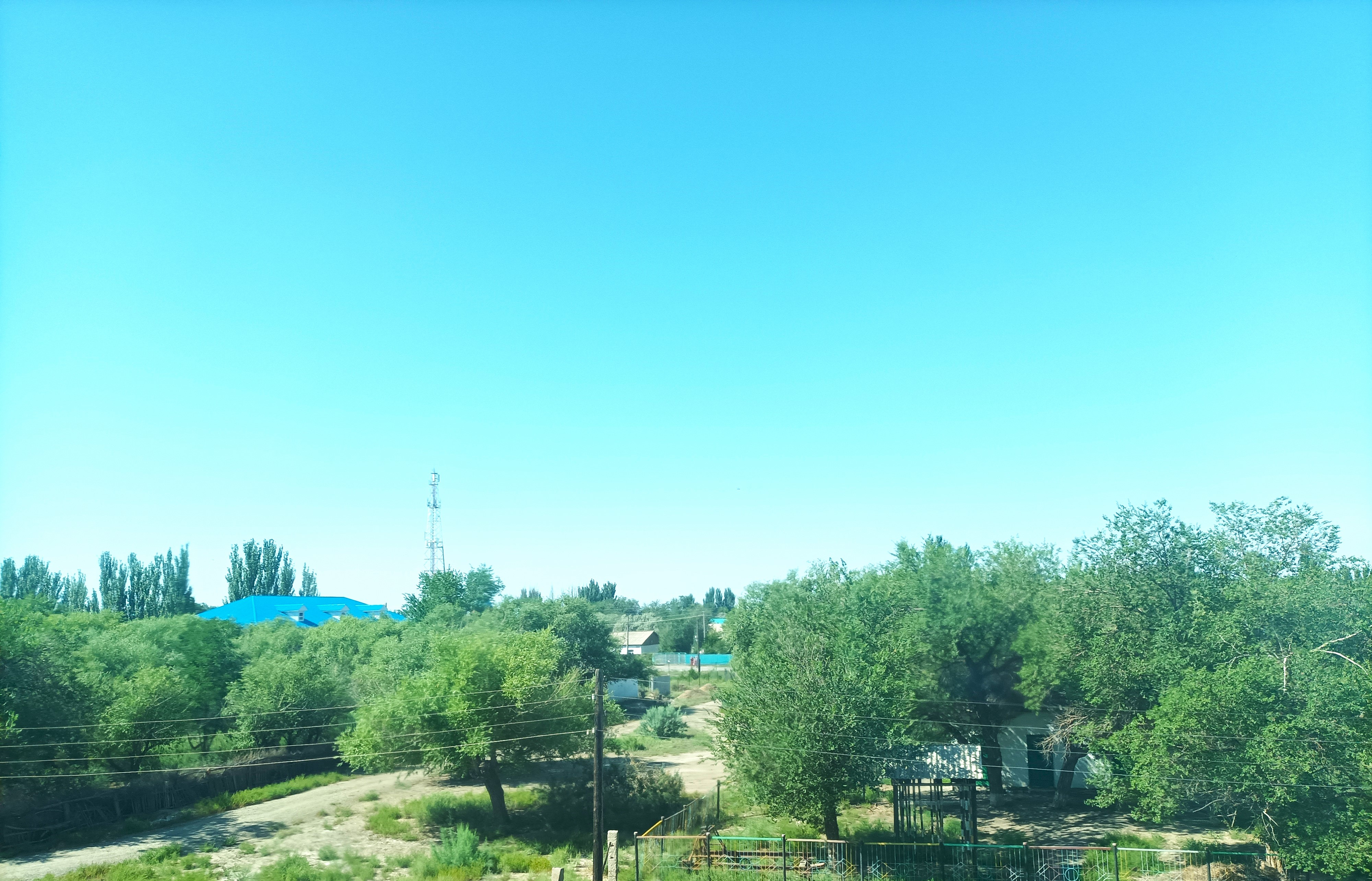
Томенарык
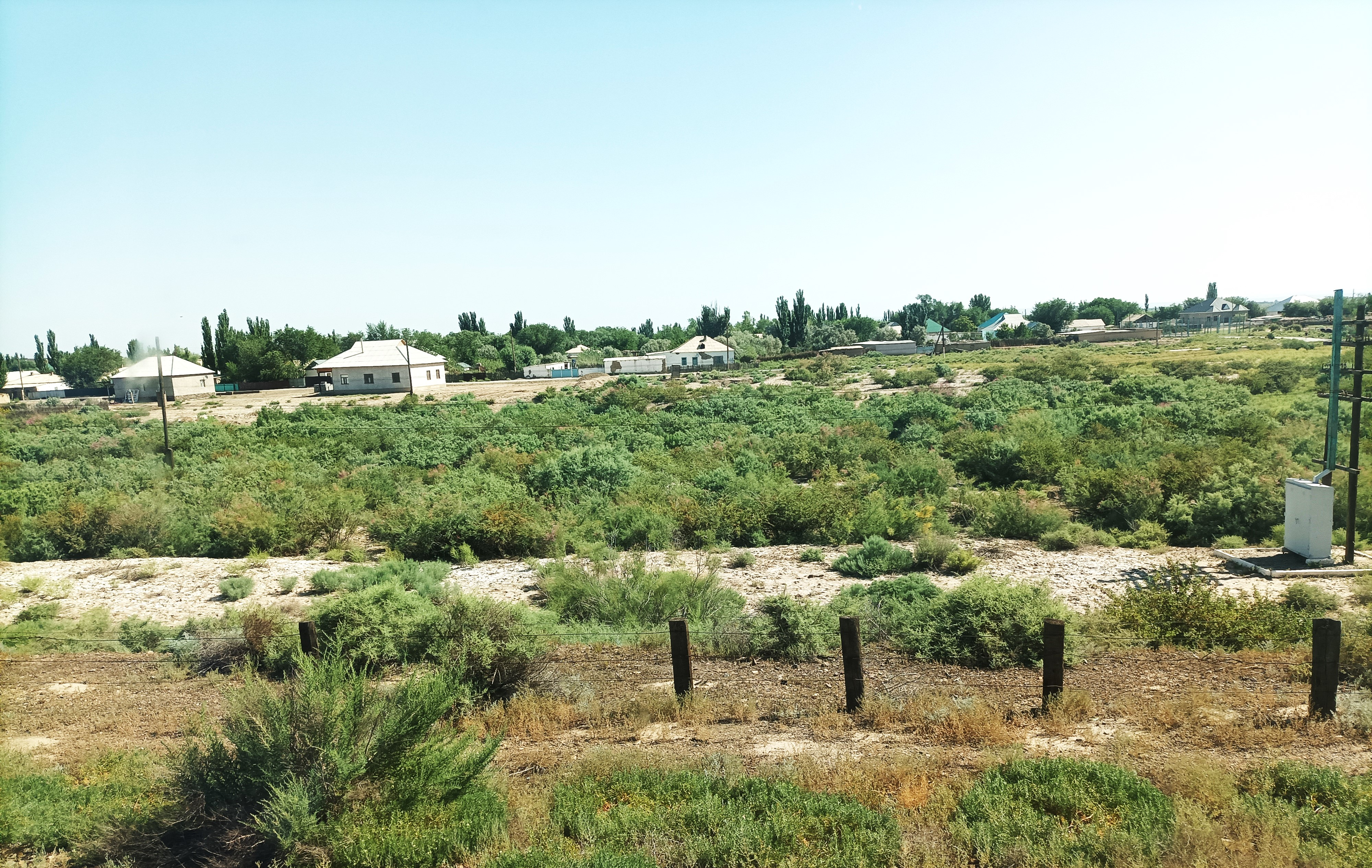
Томенарык, вид на село